# Château de Bled
Le château de Bled (slovène : Blejski grad) est un château médiéval construit sur une falaise au-dessus de la ville de Bled en Slovénie. Il surplombe le lac de Bled. 
Il est le plus ancien château et un des principaux lieux touristiques du pays.

## Histoire
La première mention écrite du château remonte à 1011, à la suite de la donation de l'empereur Henri II en faveur des évêques de Brixen. Situé ensuite dans la Carniole, il passe sous la domination autrichienne de la Maison des Habsbourg en 1278.
La plus ancienne partie du château est la tour romane. Au Moyen Âge, d'autres tours sont construites ainsi que des fortifications. Les autres constructions sont de style Renaissance. 
Les bâtiments sont disposés autour de deux cours intérieures reliées par un escalier. Il existe une chapelle du XVIe siècle dans la cour supérieure, rénovée avec l'ajout de fresques vers 1700. Le château possède également un pont-levis qui enjambe un fossé.

## Galerie

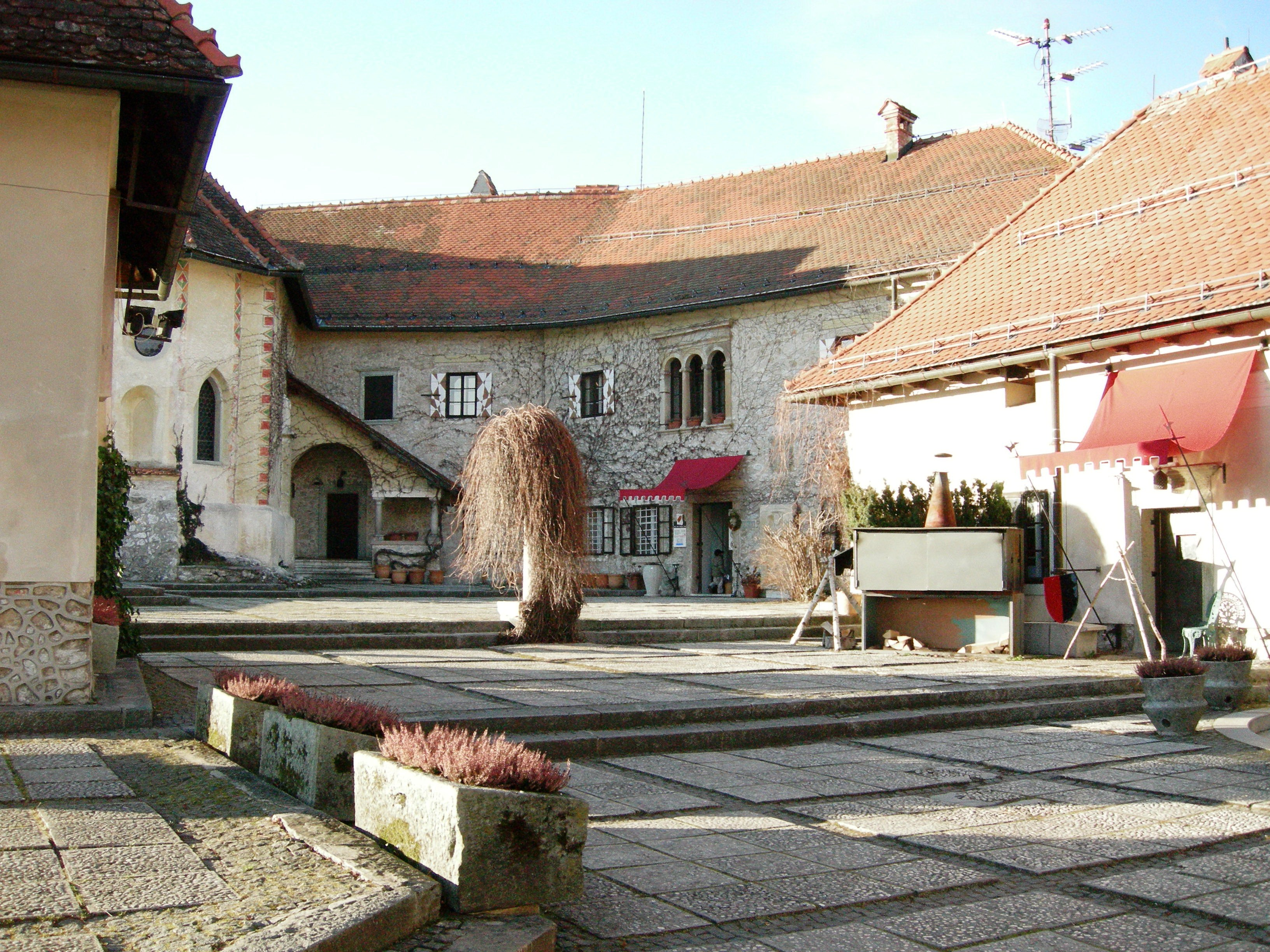
cour supérieure avec résidence et chapelle gothique du château
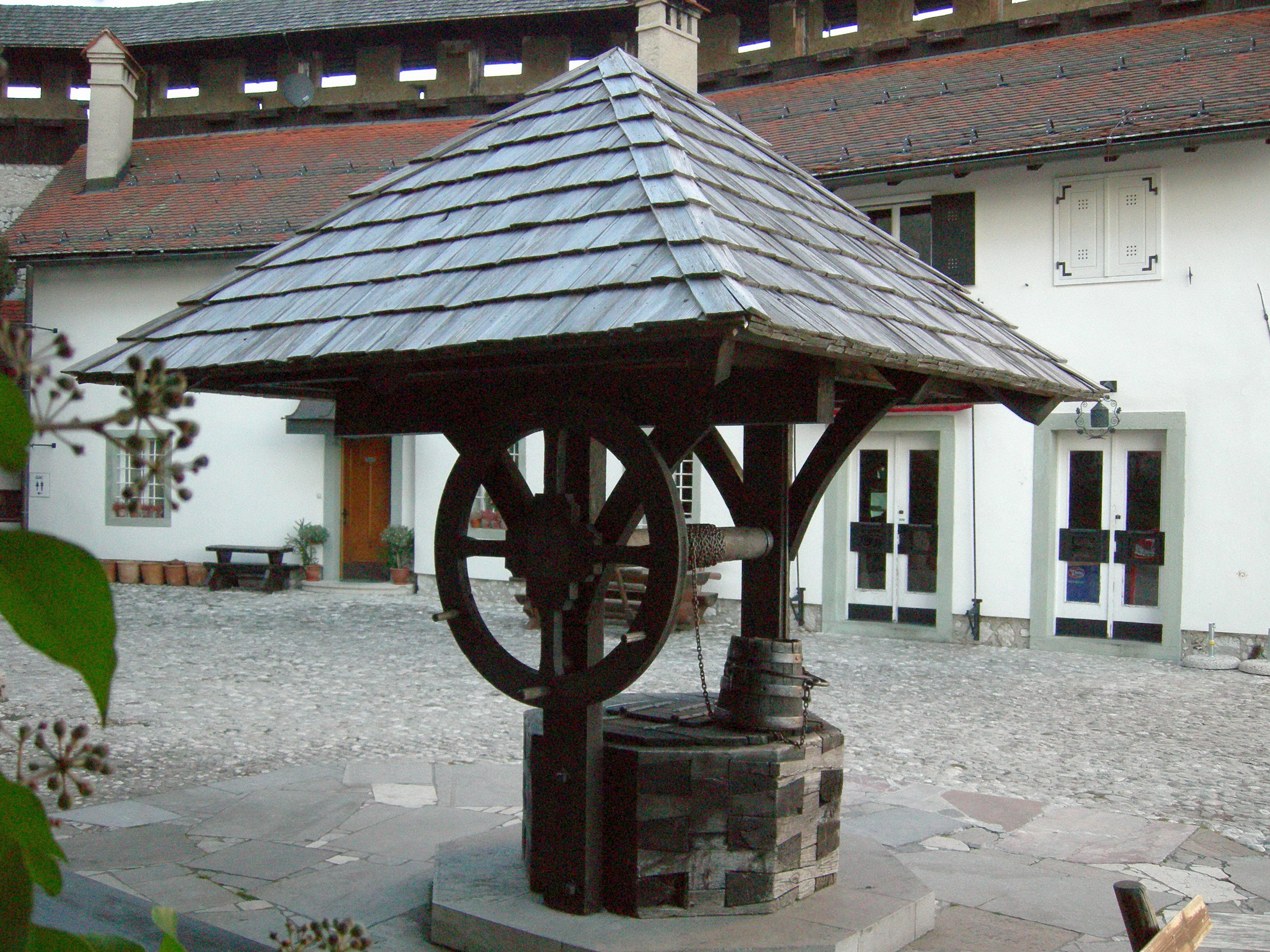
basse cour et dépendances
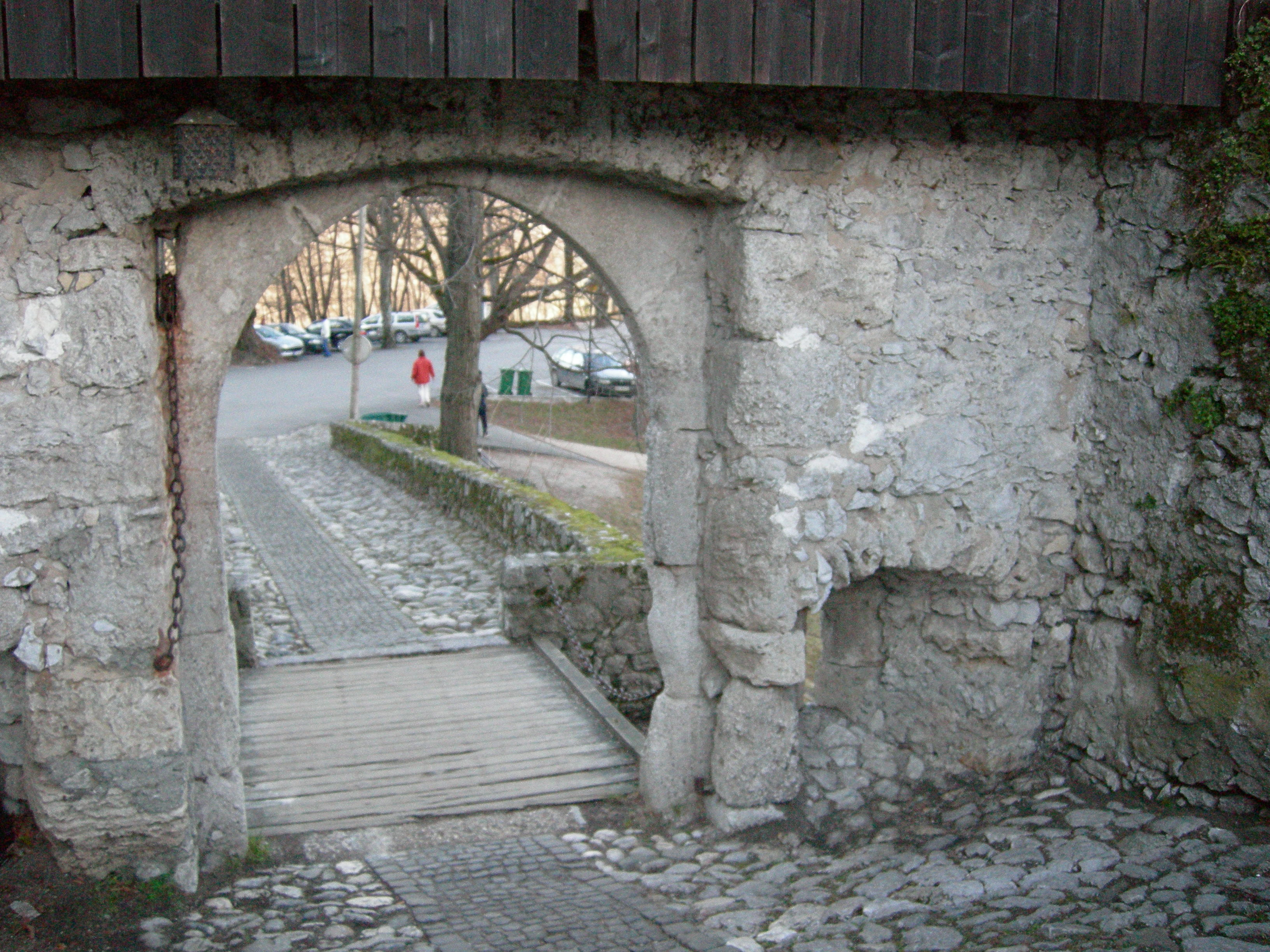
entrée du château
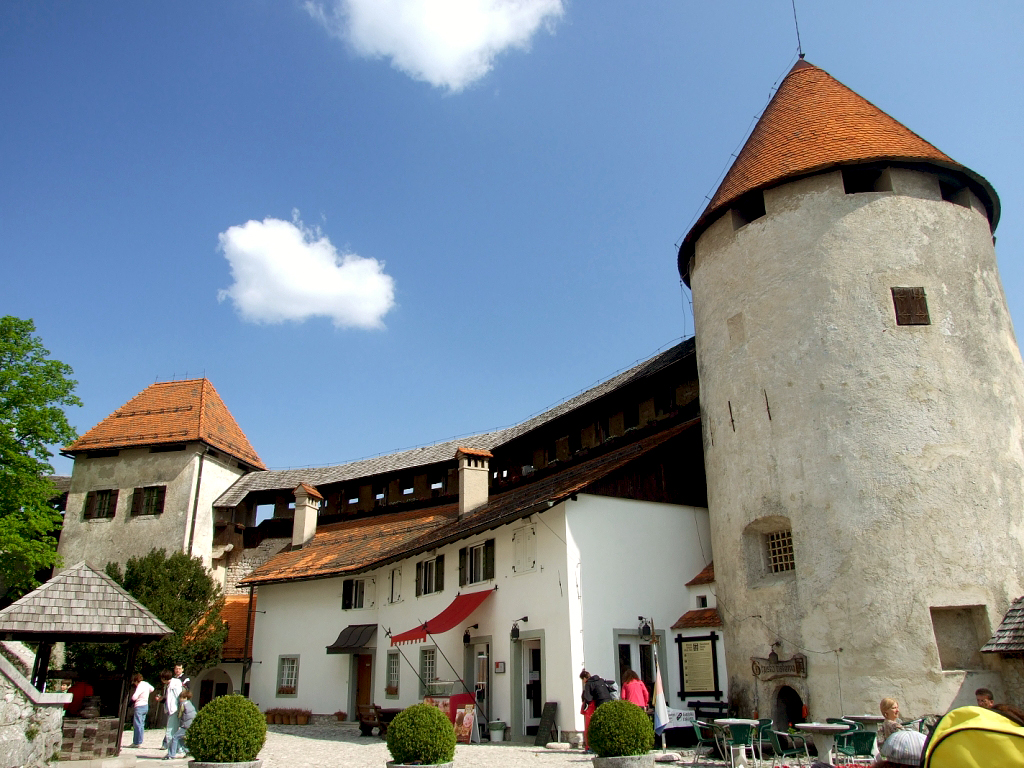
bâtiments autour de la basse cour
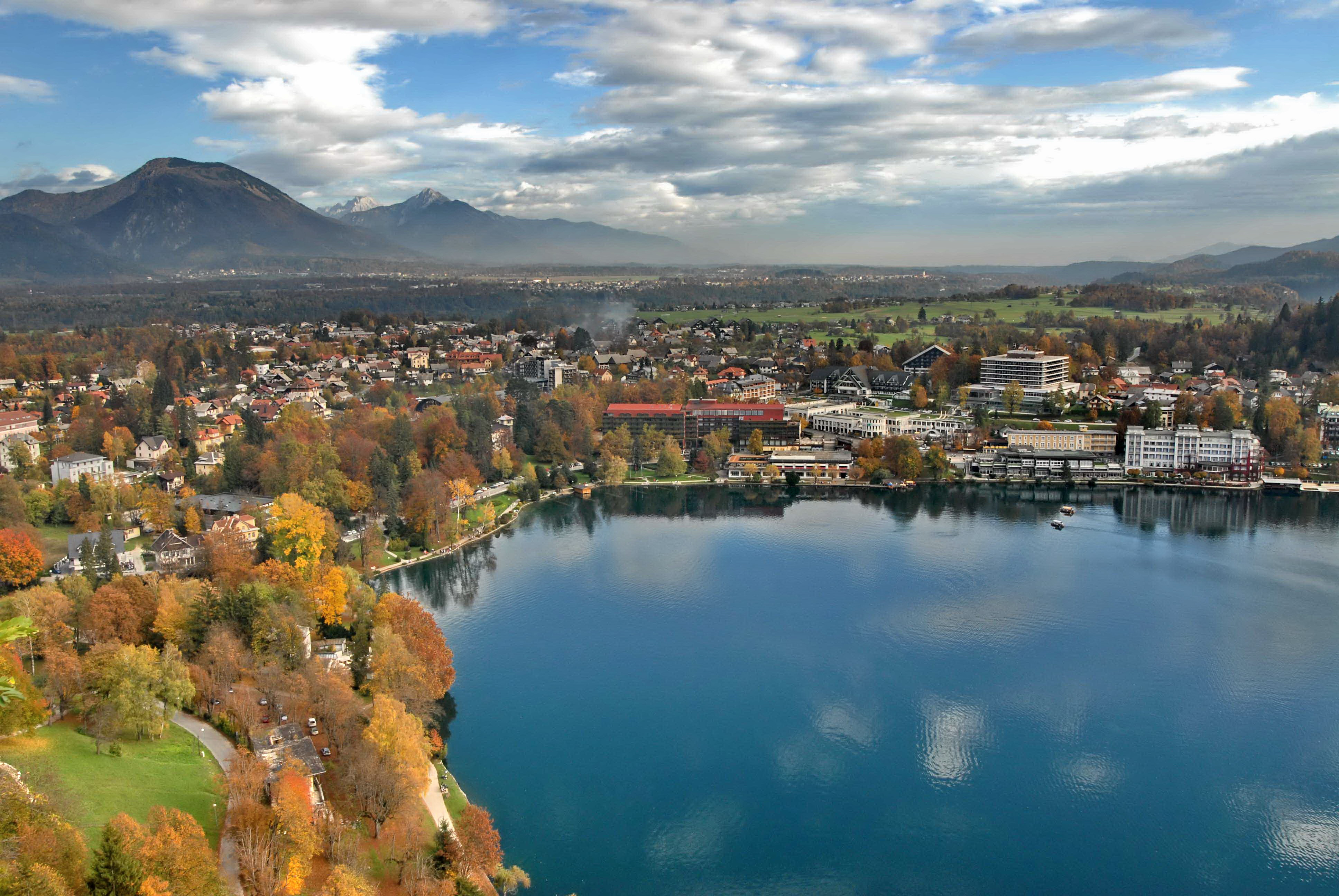
vue depuis le château
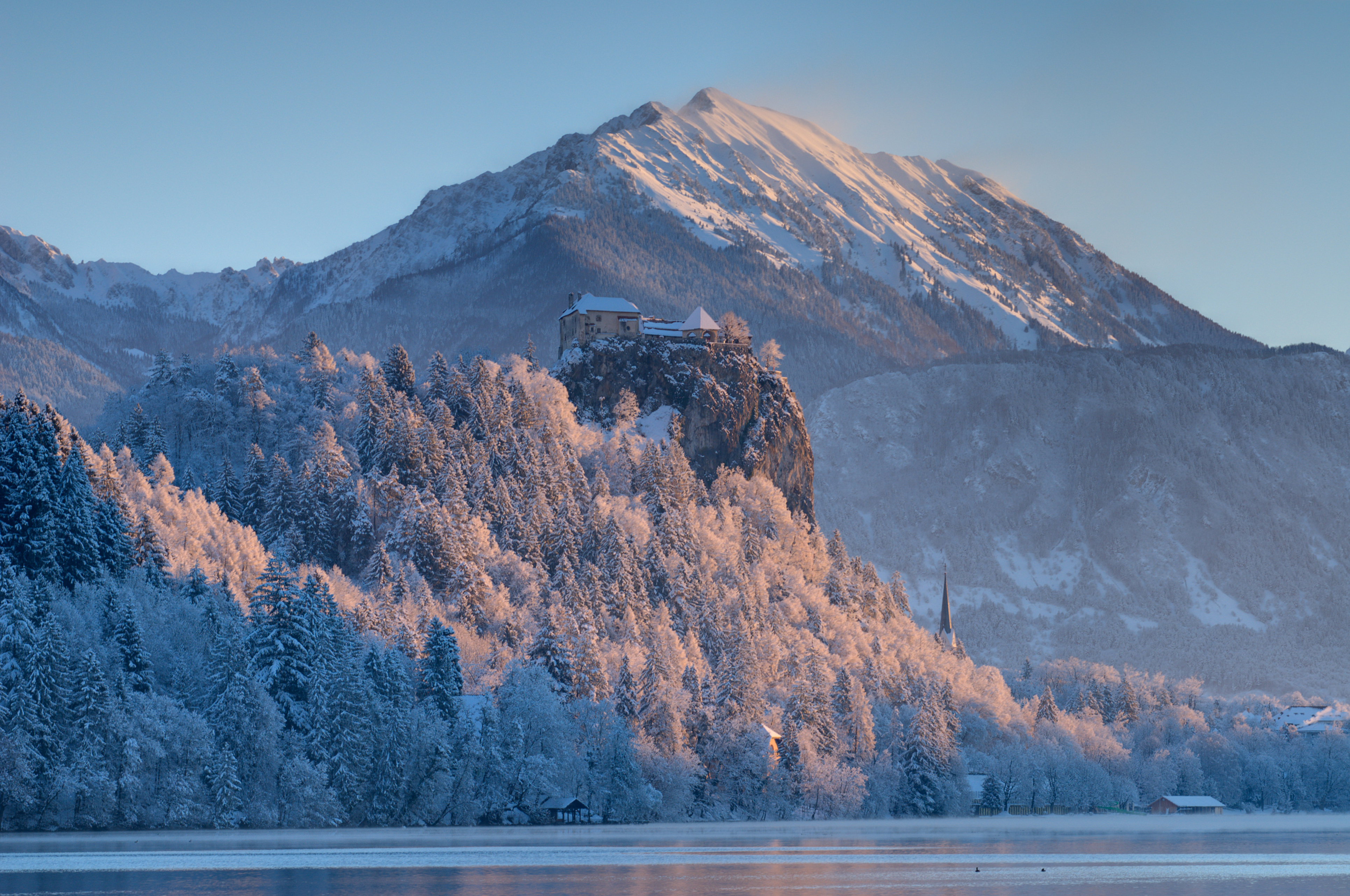
le château en hiver
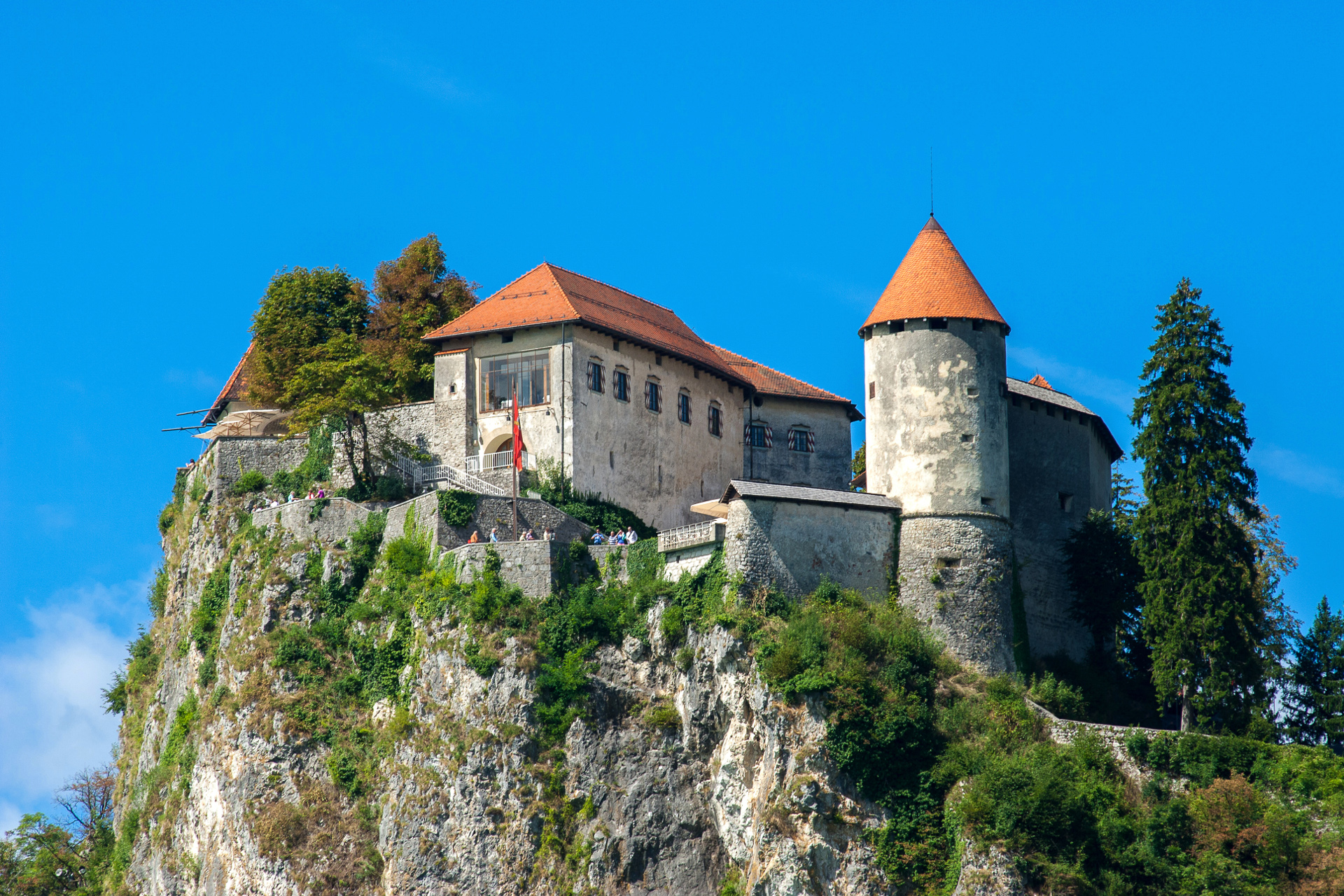
le château en été

## Source
- (en) Cet article est partiellement ou en totalité issu de l’article de Wikipédia en anglais intitulé « Bled Castle » (voir la liste des auteurs).